# Убиство Муамера Гадафија
Убиство Муамера Гадафија догодило се 20. октобра 2011. након битке код Сирта. Муамера Гадафија, свргнутог лидера Либије, ухватиле су снаге ПНС-а и убрзо потом погубиле.
ПНС је првобитно тврдио да је Гадафи подлегао повредама задобијеним у ватреном окршају када су лојалистичке снаге покушале да га ослободе, иако се на снимку његових последњих тренутака види како га побуњеници туку. Један од побуњеника содомизовао је Гадафија бајонетом, пре него што су га упуцали неколико пута.
Убиство Гадафија критиковано је као кршење међународног права. Amnesty International и Human Rights Watch позвали су на независну аутопсију и истрагу о томе како је Гадафи умро.

## Догађаји
Након пада Триполија у руке снага опозиционог Прелазног националног савета (ПНС) у августу 2011, Гадафи и његова породица побегли су из главног града Либије. Причало се да се склонио на југ земље. У ствари, Гадафи је побегао у малом конвоју у Сирт на дан пада Триполија. Његов син Мутасим Гадафи ишао је за њим у другом конвоју.
Либијски премијер Махмуд Џибрил је 19. октобра 2011. рекао да се верује да се Гадафи налази у јужној пустињи, чиме је поново успостављена његова влада међу про-Гадафијевим племенима у региону. До тог тренутка, ПНС је управо преузео контролу над про-Гадафијевим градом Бани Валид и био је близу преузимања контроле над Гадафијевим родним градом, племенским срцем Сирта, источно од Триполија. Према већини извештаја, Гадафи је био са тешко наоружаним лојалистима режиму у неколико зграда у Сирту неколико месеци док су снаге ПНС-а заузеле град. Мансур Дао, члан Гадафијевог најужег круга и вођа режимске Народне гарде, рекао је да је Гадафи био у "веома великој заблуди" и пожалио се на недостатак струје и воде. Покушаје да се убеди да побегне из земље и одустане од власти Гадафи је игнорисао. Како је последњи лојалистички округ Сирт пао, Гадафи и други чланови владе покушали су да побегну.
Око 08:30 по локалном времену (06:30 UTC) 20. октобра 2011, Гадафи, његов начелник војске Абу-Бакр Џунис Џабр, његов шеф обезбеђења Мансур Дао и група лојалиста покушали су да побегну у конвоју од 75 возила. Авион Панавија торнадо Краљевског ваздухопловства током извиђачке мисије приметио је конвој који се брзо креће, након што су снаге НАТО-а пресреле сателитски телефонски позив Гадафија.
НАТО авиони су тада пуцали на 21 возило, уништивши једно. Амерички дрон Предатор контролисан из базе у близини Лас Вегаса испалио је прве пројектиле на конвој, погодивши циљ око 3 километра западно од Сирта. Тренутак касније, борбени авиони француског ваздухопловства Мираж наставили су бомбардовање. НАТО бомбардовање је имобилисало већи део конвоја и убило десетине лојалистичких бораца. Након првог удара, конвој се поделио у неколико група, а у наставку је уништено 11 возила. Побуњеничке јединице на терену такође су удариле на конвој.
Нејасно је да ли су авиони НАТО-а били умешани у Гадафијево хватање од стране либијских снага на терену. Према њиховом саопштењу, НАТО у тренутку удара није био свестан да је Гадафи био у конвоју. НАТО је навео да, у складу са Резолуцијом 1973 Савета безбедности Уједињених нација, не циља на појединце, већ само на војна средства која представљају претњу. НАТО је касније сазнао „из отворених извора и савезничких обавештајних служби“ да је Гадафи био у конвоју и да је напад вероватно допринео његовом хапшењу, а тиме и његовој смрти.
Након ваздушног удара, који је уништио возило испред аутомобила Муамера Гадафија, он и његов син Мутасим, заједно са бившим министром одбране Абу-Бакром Џунисом Џабром, склонили су се у оближњу кућу, коју су потом гранатирале снаге ПНС-а. Мутасим је тада узео 20 бораца и отишао да тражи неоштећене аутомобиле, наговоривши и оца да дође. „Група је допузала до пешчаног брда“, наводи се у извештају Уједињених нација објављеном у марту 2012, а затим кроз две дренажне цеви и поставила одбрамбени положај.
Један од Гадафијевих стражара бацио је гранату на побуњенике који су напредовали на путу изнад, али је ударила у бетонски зид изнад цеви и пала испред Гадафија. Чувар је покушао да је покупи, али је експлодирала, убивши и чувара и Џуниса Џабра.

### Хватање и убиство
Гадафи се склонио у велику одводну цев са неколико лојалистичких телохранитеља. Оближња група бораца ПНС отворила је ватру, ранивши Гадафија у ногу и леђа. Према једном неименованом борцу ПНС-а, један од Гадафијевих лојалиста такође га је упуцао, очигледно да би га поштедео од хватања. Група побуњеника је пришла цеви у којој се скривао Гадафи и наредила му да изађе, што је он полако и учинио. Затим су га извукли на ноге док су побуњеници викали „Муамер, Муамер!“
Извештај Уједињених нација објављен у марту 2012. дао је другачији приказ Гадафијевог хапшења. Гадафи је рањен комадићима гранате коју је бацио један од његових људи, која се одбила од зида и пала испред Гадафија, раскомадајући му панцир. Седео је на поду ошамућен и у шоку, крварећи из ране у левој слепоочници. Онда је један из његове групе махнуо белим турбаном у знак предаје.
Гадафи је убрзо потом убијен. Постоје бројни опречни извештаји о детаљима и околностима његовог убиства. Према речима једног борца побуњеника из Мисрата, када је питао Гадафија о штети коју су Мисрати нанеле његове снаге, он је негирао било какву умешаност и прећутно је замолио своје отмичаре да га не убију. Један борац је захтевао да Гадафи устане, а он се борио да то учини. На једном видео снимку се може чути Гадафи како каже „Бог забрањује ово“ и „Знате ли разликовати добро од погрешног?“ када су отмичари викали на њега. На снимку његовог хапшења види се како лежи на хауби аутомобила, који држе побуњеници. Високи званичник ПНС-а рекао је да није издато наређење да се погуби Гадафи. Према другом извору ПНС-а, „живог су га ухватили и док су га одводили претукли, а затим убили“. Међутим, Махмуд Џибрил је дао контрадикторан исказ, наводећи да је „када се аутомобил кретао био ухваћен у унакрсној ватри између револуционара и Гадафијевих снага у којој је погођен метком у главу“.
Неколико видео снимака у вези са смрћу приказано је на телевизији и кружило интернетом. Први приказује снимак Гадафија живог, окрвављеног лица и кошуље, како се спотиче и како га наоружани милитанти вуку ка амбулантном возилу узвикујући „Бог је велики“ на арапском. На снимку се види како Гадафија содомизују бајонетом. Други приказује Гадафија, голог до појаса, који пати од очигледне прострелне ране у главу и у локви крви, заједно са ликујућим борцима који пуцају из аутоматског оружја у ваздух. Трећи видео, објављен на Јутјубу, приказује борце како „лебде око његовог беживотног тела, позирају за фотографије и чупају и вуку његову млитаву главу горе-доле за косу“. На другом снимку се види како га отмичари скидају голог и вербално злостављају.
Гадафијево тело је одвезено у Мисрату, где је лекарским прегледом констатовано да је погођен у главу и стомак.

#### Јавни приказ
Привремене либијске власти одлучиле су да задрже Гадафијево тело "на неколико дана", рекао је министар нафте ПНС-а Али Тархоуни, "како би се уверили да сви знају да је мртав". Тело је пребачено у индустријски замрзивач где је јавности било дозвољено да га види до 24. октобра. Један видео приказује Гадафијево тело изложено у центру испражњеног јавног замрзивача у Мисрати. Неки људи су путовали стотинама километара да виде доказ да је Гадафи мртав; један путник је рекао: "Бог је створио фараона за пример другима. Да је био добар човек, ми бисмо га сахранили. Али он је изабрао ову судбину за себе". Један репортер је приметио остатке метака на ранама, у складу са хицима из непосредне близине.
Гадафијево тело је изложено поред тела његовог сина Мутасима, који је такође преминуо у притвору бораца из Мисратана након заробљавања у Сирту 20. октобра 2011. Тело Мутасима Гадафија је извађено из фрижидера ради сахране у исто време када и тело његовог оца, 24. октобра 2011.

#### Сахрана
Иако је портпарол ПНС-а рекао да ће Гадафијево тело бити враћено његовој породици уз наредбу да се место сахране чува у тајности након што је обдукцијом утврђен узрок смрти, полуаутономни војни савет у Мисрати рекао је да ће уместо тога бити брзо сахрањен, ставивши вето на извођење обдукције. Amnesty International и Human Rights Watch позвали су на независну аутопсију и истрагу о томе како је Гадафи умро, али Џибрил је рекао да ниједан корак није неопходан. Иако је ПНС одбио да изврши обдукцију, обећао је да ће истражити инцидент.
Представници ПНС-а су 25. октобра 2011. објавили да је Гадафијево тело рано тог јутра сахрањено у тајној гробници у пустињи, заједно са телом његовог сина и режимског министра одбране. Сателитски ТВ канал из Дубаија, Ал Ан телевизија, приказао је аматерски видео сахране, на којој су читане исламске молитве. Либијски министар за информисање Махмуд Шамам рекао је да је фетва навела да „Гадафија не треба сахрањивати на муслиманским гробљима и не би требало да буде сахрањен на познатом месту како би се избегла било каква побуна“.

### Страно учешће
Неколико тренутака након што је објављено да је Гадафи убијен, Fox News је објавио чланак под насловом „Амерички дрон укључен у завршни напад на Гадафија, Обама најављује "Крај режима”, напомињући да је амерички дрон Predator био укључен у ваздушни напад на Гадафијев конвој у неколико тренутака пре његове смрти. Анонимни амерички званичник је накнадно описао њихову политику као „водење с леђа“.
Пошто су либијски побуњеници доследно говорили званичницима америчке владе да не желе отворену страну војну помоћ у свргавању Гадафија, коришћена је тајна војна помоћ (укључујући испоруке оружја опозицији). План након Гадафијеве смрти био је да се одмах почне са слањем хуманитарне помоћи у источну Либију, а касније и западну Либију, јер би симболика била критично важна. Амерички извори су истакли да је важно да "не дозволе Турској, Италији и другима да украду марш на њу".

## Истовремено хватање или смрт рођака и сарадника
Званичници Прелазног националног савета такође су саопштили да је један од Гадафијевих синова, Мутасим, некада саветник за националну безбедност Либије, убијен у Сирту истог дана. Касније се појавио снимак на којем се види Мутасимово тело како лежи у колима хитне помоћи. Видео који је емитован на телевизији Ал Араји приказује Мутасима живог и разговара са својим отмичарима. Околности његове смрти су нејасне.
Други син, Саиф ал-Ислам Гадафи, заробљен је скоро месец дана након очеве смрти, док је покушавао да побегне у Нигерију.
Раније 20. октобра 2011. појавио се снимак на којем се види тело Гадафијевог министра одбране Џуниса Џабра. Абдул Хаким Ал Џалил, командант 11. бригаде ПНС-а, изјавио је да је бивши Гадафијев портпарол Муса Ибрахим заробљен у близини Сирта. Извештаји показују да је Ахмед Ибрахим, један од Гадафијевих рођака, такође заробљен.

## Каснији догађаји

### Позиви за истрагу
Бројне организације, укључујући Уједињене нације и владе САД и Велике Британије, позвале су на истрагу тачних околности Гадафијеве смрти, усред контроверзи да је то било вансудско убиство и ратни злочин. Високи комесар УН за људска права, Нави Пилеј, рекао је да би требало да се спроведе потпуна истрага.
Портпарол Канцеларије УН за људска права рекао је да очекује да ће комисија УН која већ истражује потенцијално кршење људских права у Либији размотрити случај. Вахид Буршан, члан ПНС-а, рекао је да би требало да се спроведе истрага.
ПНС је 24. октобра 2011. саопштио да је наредио истрагу као одговор на међународне позиве и да ће кривично гонити убице ако истрага покаже да је умро након хапшења. Скоро годину дана касније, 17. октобра 2012, Human Rights Watch је открио нове доказе који показују да су се масовна убиства догодила на месту Гадафијеве смрти.

### Регионалне последице
Непосредно након тога, сматрало се да контроверзно убиство Гадафија има значајне импликације на Блиском истоку, као критичном делу ширег „арапског пролећа“. Бивши аналитичар ЦИА-е Брус Ридел спекулисао је да ће смрт појачати протесте у Сирији и Јемену, а француски званичници су навели да због тога „гледају ситуацију у Алжиру“.

### Освета
Омрана Шабана, борца из Мисрате који је открио Гадафија у одводној цеви и који је позирао на фотографијама са својим златним пиштољем, ухватили су војници Зеленог отпора у Бани Валиду. Тада је био парализован и жестоко мучен. Привремени председник Либије је обезбедио његово ослобађање, али је Омран неколико дана касније преминуо од задобијених рана.

### Наводна умешаност сиријске владе
Отприлике годину дана након Гадафијеве смрти, бивши шеф за спољне односе из ПНС-а Рами ел-Обеиди је навео да је сиријски председник Башар ел-Асад понудио Гадафијев број телефона француским обавештајним службама, што је на крају довело до тога да Гадафи буде праћен и касније убијен. Он каже да је „[у] замену за ове информације, Асад добио обећање о мирном периоду од Француза и мање политичког притиска на његов режим – што се и догодило“. Међутим, The Telegraph, који је првобитно објавио причу, није могао да потврди Обеидијеве наводе. Штавише, француски аналитичар одбране и бивши обавештајац, Ери Денес, назвао је Обеидијеве наводе „патентном бесмислицом”, наводећи чињеницу да је „у новембру 2011. став Француске према Сирији заправо пооштрен, при чему је Француска прва земља која је признала побуњенички сиријски национални Савет“. Такође је навео да „Француској није била потребна помоћ Сирије да прати Гадафија и да Асад сигурно не би продао [Гадафијев] телефонски број на такав начин“.
Сирија је оштро одбацила било какво страно учешће у Либији и била је једна од држава чланица Арапске лиге која је гласала против захтева УН за зону забране летова у либијском ваздушном простору.

## Домаће реакције
Премијер Махмуд Џибрил рекао је да би волео да је Гадафи остао жив како би му се могло судити за злочине против човечности, рекавши да је желео "да буде Гадафијев тужилац", али сада када је он мртав, Либији ће бити потребан педантан план за транзицију ка демократији.
Неизабрани привремени шеф владе је рекао: „Отпор наших снага Гадафију се завршио добро, уз Божију помоћ“. Он је прогласио Либију „ослобођеном“ на церемонији у Бенгазију 23. октобра, три дана након Гадафијеве смрти.
Званичник ПНС-а Али Тархоуни рекао је 22. октобра да је наложио војном савету у Мисрати да чува Гадафијево тело неколико дана у комерцијалном замрзивачу "како би се уверио да сви знају да је мртав". Два дана касније, Тархоуни је признао да је било кршења људских права у бици код Сирта, што је, како је рекао, ПНС осудио, и тврдио да извршни одбор „није желео да стави тачку на живот тог тиранина пре него што га изведе пред суђење и одговара на питања која су одувек прогањала Либијце“.
Портпарол Војног савета Мисрате, Фати Башага, изјавио је да је савет уверен да је Гадафи мртав и да је умро од рана задобијених током борби пре хапшења.
Саади Гадафи, један од преживелих синова Моамера Гадафија у егзилу у Нигеру, рекао је преко адвоката да је "шокиран и огорчен опаком бруталношћу" према свом оцу и брату Мутасиму и да су њихова убиства показала да ново либијско руководство не може да има правична суђења.

## Међународне реакције
Многи западни лидери и министри спољних послова у Аустралији, Канади, Европској унији и Сједињеним Државама дали су изјаве у којима поздрављају Гадафијеву смрт као позитиван развој догађаја за Либију. Град-држава Ватикан одговорила је на догађај тако што је прогласила да признаје Прелазни национални савет као легитимну владу Либије. Светски лидери попут италијанског премијера Силвија Берлусконија и аустралијске премијерке Џулије Гилард сугерисали су да је смрт Гадафија значила да је Либијски грађански рат завршен. Неки званичници, попут министра спољних послова Велике Британије Вилијама Хејга, изразили су разочарање што Гадафи није враћен жив и што није могло да му се суди. У припреми за ТВ интервју, Хилари Клинтон, тадашња државна секретарка Сједињених Држава, кроз смех је изјавила: „Дошли смо. Видели смо. Он је умро.“ – варијанта римске фразе која алудира на брзу војну победу.
Реакције влада земаља укључујући Кубу, Русију, Венецуелу и Никарагву биле су негативне. Венецуелански председник Уго Чавез описао је смрт бившег либијског лидера као „атентат“ и „безумство“, а председник Никарагве Данијел Ортега је касније назвао Гадафијево убиство „злочином“ током његове инаугурације 10. јануара 2012. Владини званичници и политичари у Ирану су значајно показали различите реакције са председником Махмудом Ахмадинежадом који је оптужио Запад за пљачку Либије.
Видео је наводно оставио посебно снажан и последичан утисак на шефа руске државе Владимира Путина. Високи дипломата који је служио у америчкој амбасади у Москви под Обамином администрацијом је наводно тврдио да је „Путин био згрожен Гадафијевом судбином“ до те мере да је „Путин три пута гледао видео Гадафијеве смрти, видео где га побуњеници содомизују бајонетом“. Позивајући се на лобистичке напоре америчке коалиције за ваздушне нападе на Уједињене нације, цитира се да је амерички дипломата рекао да је каснија процена америчких обавештајних служби закључила да је „Путин себе кривио што је пустио Гадафија да оде, јер није играо снажну улогу иза кулиса“ и да је видео можда чак утицао на Путинову одлуку да подржи сиријског председника Башара ел Асада током грађанског рата у Сирији, јер је „Путин веровао да ће Башар, уколико се Путин не укључи, доживети исту судбину, да ће бити осакаћен, и да ће видети уништење својих савезника у Сирији“. Путин се такође обрушио на САД због онога што је сматрао нелегалним убиством Гадафија и упитао: „Показали су целом свету како је [Гадафи] убијен; крви је било свуда. Да ли је то оно што они називају демократијом?“.

### НАТО
Непосредно након Гадафијеве смрти, НАТО је објавио саопштење у којем негира да је НАТО претходно знао да је Гадафи путовао у конвоју ког су бомбардовали. Адмирал Џејмс Г. Ставридис, највиши официр НАТО-а, рекао је да је смрт Гадафија значила да ће НАТО вероватно обуставити своје операције у Либији. Андерс Фог Расмусен, генерални секретар НАТО-а, рекао је да ће НАТО "укинути [своју] мисију у координацији са Уједињеним нацијама и Пралазним националним саветом".